# Martin F. Smith

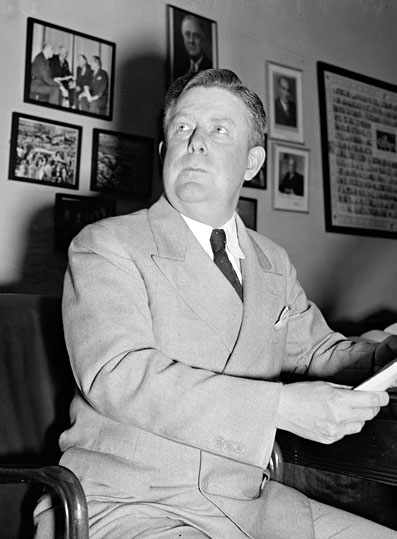
Martin F. Smith (1939)

Martin Fernard Smith (* 28. Mai 1891 in Chicago, Illinois; † 25. Oktober 1954 in Bethesda, Maryland) war ein US-amerikanischer Politiker. Zwischen 1933 und 1943 vertrat er den Bundesstaat Washington im US-Repräsentantenhaus.

## Werdegang
Martin Smith besuchte die öffentlichen Schulen seiner Heimat, das Lewis Institute in Chicago und die Northwestern University in Evanston. Nach einem anschließenden Jurastudium und seiner im Jahr 1912 erfolgten Zulassung als Rechtsanwalt begann er in Hoquiam im Staat Washington in seinem neuen Beruf zu arbeiten. Zwischen 1914 und 1917 war er in seiner neuen Heimatgemeinde als Richter tätig. Von Oktober bis Dezember 1918 war er kurzzeitig Soldat der Küstenartillerie.
Smith wurde Mitglied der Demokratischen Partei. Zwischen 1926 und 1928 saß er im Gemeinderat von Hoquiam. Danach amtierte er bis 1930 als Bürgermeister dieses Ortes. Bei den Kongresswahlen des Jahres 1932 wurde er im dritten Wahlbezirk seines Staates in das US-Repräsentantenhaus in Washington, D.C. gewählt, wo er am 3. März 1933 die Nachfolge des Republikaners Albert Johnson antrat. Smiths Wahlsieg lag damals im Bundestrend, der die Demokratische Partei deutlich im Aufwind zeigte. Höhepunkt dieser Entwicklung war die Wahl von Franklin D. Roosevelt zum US-Präsidenten. Nach vier Wiederwahlen konnte Smith bis zum 3. Januar 1943 fünf Legislaturperioden im Kongress absolvieren. Von 1939 bis 1943 war er Vorsitzender des Pensionsausschusses. In den 1930er Jahren wurden im Kongress die meisten der New-Deal-Gesetze der Bundesregierung verabschiedet. Seit 1941 war die Arbeit des Repräsentantenhauses durch die Ereignisse des Zweiten Weltkriegs bestimmt. Im Jahr 1936 war Smith Delegierter zur Democratic National Convention in Philadelphia, auf der Präsident Roosevelt zum zweiten Mal als Präsidentschaftskandidat nominiert wurde.
Bei den Wahlen des Jahres 1942 unterlag Smith dem Republikaner Fred B. Norman. In den Jahren 1943 und 1944 gehörte er dem Einwanderungsanhörungsausschuss des Justizministeriums an. 1944 strebte Smith erfolglos die Nominierung für die Wahl zum US-Senat an. Von 1944 bis zu seinem Tod im Jahr 1954 war er Sonderberater des Justizministeriums. Er wurde auf dem Nationalfriedhof Arlington beigesetzt.